# لائوتارو د لئون
لائوتارو د لئون (انگلیسی: Lautaro de León؛ زادهٔ ۹ فوریهٔ ۲۰۰۱) بازیکن فوتبال اهل اروگوئه است که در پست مهاجم برای سلتا د ویگو بی در پریمرا فدراسیون بازی می‌کند.